# .450/400 Nitro Express

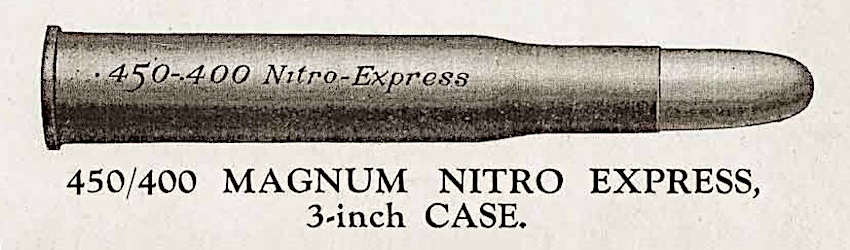
O cartucho .450/400 Nitro Express.

O .450/400 Nitro Express (abreviado para .450/400 NE) é um cartucho de fogo central metálico do tipo Nitro Express de médio calibre em formato de"garrafa" projetado em 1899, destinado ao uso em rifles  de tiro único e duplos.
O .450/400 NE é produzido em três comprimentos de estojo, 2⅜, 3 e 3¼ polegadas, sendo este último considerado um cartucho "Nitro Express" clássico.

## Desenvolvimento
Ambos os .450/400 NE, o de 2⅜ e o de 3¼ polegadas NE foram criados carregando os cartuchos .450/400 Black Powder Express de ambos os comprimentos de estojo com cordite sem fumaça; o .450/400 NE de 3 polegadas, foi criado para solucionar um problema de falha na extração dos cartuchos de 3¼ polegadas.

### .450/400 2⅜-inch Nitro Express
O .450/400 NE de 2⅜ polegadas foi carregado com balas RN (round nose) de 400 grãos e 42 ou 43 grãos de cordite, pois esta carga gera uma pressão maior do que as versões "Black Powder Express" do cartucho e destinava-se ao uso em rifles mais novos com câmaras já dimensionadas para essa medida de estojo.

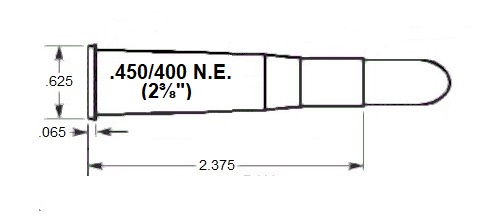

### .450/400 3-inch Nitro Express
Esse cartucho é mais conhecido como .400 Jeffery Nitro Express.

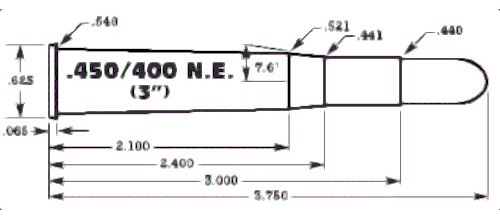

### .450/400 3¼-inch Nitro Express
O .450/400 NE de 3¼ polegadas não foi inicialmente totalmente bem-sucedida, sob as pressões aumentadas da carga de cordite, o "pescoço" longo poderia grudar na câmara, fazendo com que o aro se rompesse durante a extração, um problema não encontrado sob cargas de pólvora negra mais suaves. Para evitar isso, a espessura do aro foi aumentada para 0,042 polegadas; mais adiante, a W.J. Jeffery & Co melhorou ainda mais o cartucho, reduzindo o comprimento da caixa para 3 polegadas e movendo o pescoço mais para frente, criando o .450/400 NE de 3 polegadas.

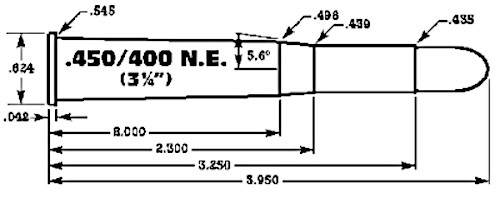

Além disso, o .450/400 NE teve que ser padronizado, pequenas variações existiam nos rifles e nos cartuchos de pólvora negra de baixa pressão produzidos por diferentes fabricantes, o diâmetro da bala é nominalmente dado como 0,405 polegadas, mas diâmetros de até 0,411 existiam, o que não era um problema significativo em rifles de pólvora negra. Em carregamentos do tipo Nitro Express, uma bala subdimensionada em um cano superdimensionado pode apresentar problemas de precisão, enquanto uma bala superdimensionada disparada em um cano subdimensionado pode causar uma falha catastrófica na arma de fogo.
O .450/400 NE de 3¼ polegadas dispara balas revestidas de 400 grãos à frente de uma carga de 56 a 60 grãos de cordite a uma velocidade de 2.150 pés/s (660 m/s). Este cartucho é considerado inseguro para uso com rifles mais antigos com câmara para a versão de pólvora negra deste cartucho devido às pressões mais altas geradas por esta carga. Rifles em ".450/400 3¼-inch Nitro Express" são mais pesados e são considerados o cartucho mínimo necessário para caçar animais perigosos.

## Utilização
O .450 / 400 NE em ambas as versões de 3 e 3 ¼ de polegadas eram extremamente populares na África e na Índia, antes da introdução do .375 Holland & Holland eram considerados os melhores cartuchos entre todos os calibres para caça africana. Ambos os cartuchos eram extremamente populares na Índia entre marajás e esportistas britânicos.
Em seu livro African Rifles and Cartridges, John "Pondoro" Taylor afirmou que os cartuchos .450/400 NE de 3 e 3 ¼ de polegada são "as maiores armas imagináveis para todas as grandes caças" adequadas para todos os animais africanos em quase todas as condições quando usado por um caçador experiente. Ele afirmou ainda: "Tive mais prazer em usar o .400 do que qualquer outro calibre; e nenhuma arma se comportou com mais sucesso em minhas mãos. Eu ficaria feliz em terminar o resto da minha carreira com um par deles e nada mais - a menos que fosse um terceiro!"